# ИАР-15
ИАР-15 (рум. IAR-15) је румунски ловачки авион. Авион је први пут полетео 1933. године. 

Практична највећа висина лета је износила 10000 метара а брзина пењања 625 метара у минути. Размах крила је био 11,0 метара а дужина 8,29 метара. Маса празног авиона је износила 1368 килограма а нормална полетна маса 1707 килограма. Био је наоружан са два митраљеза калибра 7,7 милиметара Викерс.

## Наоружање
| Наоружање авиона: ИАР-15       |     |
| Ватрено (стрељачко) наоружање  |     |
| Топ                            |     |
| Митраљез                       |     |
| Број и ознака митраљеза        | 2   |
| Калибар                        | 7,7 |
| Бомбардерско наоружање (бомбе) |     |
| Ракетно наоружање (ракете)     |     |